# Mount Burrows
Mount Burrows är ett berg i Antarktis. Det ligger i Östantarktis. Nya Zeeland gör anspråk på området. Toppen på Mount Burrows är 2 260 meter över havet. Burrows ingår i Deep Freeze Range.
Terrängen runt Mount Burrows är kuperad åt nordost, men åt sydväst är den bergig. Mount Burrows är den högsta punkten i trakten. Trakten är obefolkad. Det finns inga samhällen i närheten.